# 山内俊吉
山内 俊吉（やまうち としよし、1899年5月1日 - 2001年10月17日） は、日本の材料科学者。東京工業大学名誉教授。東京工業大学出身者として初となる同大学長や、科学技術庁無機材質研究所所長、窯業協会会長、日本セラミックス協会名誉会長などを務めた。藍綬褒章受章。

## 人物・経歴
鹿児島県国分市生まれ。1924年東京高等工業学校（現東京工業大学）附属工業教員養成所卒業。福岡県立中学校教諭を経て、1930年九州帝国大学工学部採鉱学科卒業。同年東京工業大学講師。1939年東京工業大学工学博士。1941年東京工業大学教授。
1945年から1948年まで窯業協会会長。1947年東京工業大学窯業研究所長。1948年大学設置委員会臨時委員。1949年から1950年まで窯業協会会長。1955年航空技術審議会専門委員。1958年から1962年まで東京工業大学出身者としては初となる同大学学長を務めた。1958年から1975年まで日本学術振興会先進セラミックス第124委員会委員長。
1963年藍綬褒章受章。同年文化功労者選考審査会委員、文化勲章受章者選考委員。1964年から1966年まで窯業協会会長。1966年初代科学技術庁無機材質研究所（現物質・材料研究機構）所長就任。日本セラミックス協会名誉会長、原子力委員会専門委員、旭化学工業奨励会理事なども歴任。
1969年勲二等旭日重光章受章。1972年鮎川武雄、伊奈長三郎、田所芳秋、森本貫一らとともに日本セラミックス協会名誉会員の称号を受けた。2001年老衰のため死去。享年102。増上寺光摂殿で葬儀・告別式が行われた。同年正四位。1周忌にあたる2002年には東京工業大学ディジタル多目的ホールで偲ぶ会が開催された。

## 著書
- 『土木材料』工業図書 1936年
- 『耐火物の研究』技報堂 1951年
- 『敬愛 -思い出の記-』NHKプロモーション 1996年